# Mona West
Mona West (* 2. Oktober 1955) ist eine US-amerikanische Theologin und Pastorin. Sie wurde 1987 in einer der Southern Baptist Convention angehörenden Kirchengemeinde zur Pastorin ordiniert.

## Akademische Karriere
1987 erhielt sie den Ph. D. im Fachgebiet Altes Testament vom Southern Baptist Theological Seminary in Louisville, Kentucky und unterrichtete von 1987 bis 1992 an Fakultäten verschiedener Colleges und Universitäten.
West trat 1992 zur Metropolitan Community Church über. Von 2001 bis 2004 war sie als Mitglied des National Advisory Board for the Center for Lesbian and Gay Studies in Religion and Ministry an der Pacific School of Religion in Berkeley, Kalifornien tätig. 2002 beendete West erfolgreich ein Zertifizierungsprogramm für Spiritual Formation am Columbia Seminary in Atlanta, Georgia.

## Schriften
- Take Back the Word: A Queer Reading of the Bible, Pilgrim Press, 2000. Herausgegeben zusammen mit Robert Goss.
- “The Raising of Lazarus: A Lesbian Coming Out Story,” A Feminist Companion to John, Vol. 2, Amy-Jill Levine, ed., Sheffield Academic Press, 2003.
- “The Gift of Voice, The Gift of Tears: A Queer Reading of Lamentations in the Context of AIDS,” Queer Commentary and the Hebrew Bible, Ken Stone, ed., JSOT Supplement Series 334, Sheffield Academic Press, 2001.
- “Outsiders, Aliens and Boundary Crossers: A Queer Reading of the Book of Exodus,” Take Back the Word, Bob Goss and Mona West, eds., Pilgrim Press, 2000.
- “Reading the Bible as Queer Americans: Social Location and the Hebrew Scriptures,” Theology and Sexuality 10, March 1999, pp. 28–42.
- “The Book of Ruth: An Example of Procreative Strategies for Queers,” Our Families, Our Values: Snapshots of Queer Kinship, Robert E. Goss and Amy Adams Squire Strongheart, eds., The Harrington Park Press, Binghamton, NY, 1997.